# Birdman y el Trío Galaxia
Birdman y el Trío Galaxia (en inglés: Birdman and the Galaxy Trio) es una serie animada de acción y ciencia ficción para televisión creada por el dibujante estadounidense Alex Toth y producida por Hanna-Barbera Productions. Se estrenó el 9 de septiembre de 1967 en la cadena NBC y fue transmitida los sábados por la mañana hasta el 20 de enero de 1968.
Al igual que ocurrió anteriormente con otras series de acción de la productora como El Fantasma del Espacio y Dino Boy o Moby Dick y Mighty Mightor, la serie estaba compuesta por 20 episodios con una duración de media hora y cada episodio estaba dividido en tres segmentos (totalizando 60 segmentos) de los cuales dos eran protagonizados por Birdman, un superhéroe alado cuyos superpoderes provienen del Sol, y uno era sobre El Trío Galaxia que cuenta las hazañas de un equipo policial extraterrestre. NBC transmitió dos nuevos episodios de Birdman y uno del Trío Galaxia cada sábado. Este fue uno de los programas retirados del aire debido a las continuas protestas de grupos como la Action for Children's Television, organizaciones que estaban en contra de la violencia mostrada en muchos dibujos animados de Hanna-Barbera. Sin embargo, la serie tuvo muchas repeticiones a lo largo de las décadas posteriores a su creación e incluso se publicaron libros de cómics sobre sus personajes además de una línea de juguetes.

## Birdman
La historia de Birdman se ubica en los Estados Unidos a fines de los años 1960, en una época en la que la guerra fría, el espionaje, el conflicto con Vietnam, el aumento de la delincuencia y los atentados terroristas estaban en su apogeo. Combinando elementos como la violencia armada y retratando ataques paramilitares, secuestros a científicos o autoridades, organizaciones criminales robando planos secretos de armas de destrucción masiva etc, Alex Toth le imprimió a Birdman un cierto nivel de realismo similar al de la serie Jonny Quest, aunque inusual en las caricaturas de acción de Hanna-Barbera, que normalmente se inclinaban más a la ficción futurista.
Birdman (nombre que en español significa «Hombre pájaro») era un joven ser humano, a quien el dios egipcio del sol, Ra, le confirió poderes sobrehumanos con la misión de sobreponerse a cualquier mal. Además de unas alas gigantes de ave que le facilitan volar a grandes alturas (de allí su nombre), Birdman tiene la capacidad de absorber energía solar y convertirla en poderosos rayos, destructivas cargas solares y escudos solares invisibles, los cuales creaba con sus manos. Birdman decidió usar estos poderes para ayudar a su país, los Estados Unidos de América, convirtiéndose en el «defensor de la libertad y campeón de la humanidad». Vestido con traje dorado y capucha azul, máscara negra, casco amarillo y pulseras de color rojo y azul, era contactado mediante una supercomputadora por Halcón 7, jefe del gobierno y de la seguridad internacional, quien le pedía ayuda para detener o investigar alguna amenaza o desastre reciente, como terremotos, ovnis, robos o atentados terroristas, e incluso le proporcionaba información acerca de los pasos de siniestras cadenas de espionaje que pondrían en peligro la estabilidad gubernamental. Desde su base secreta en el cráter de un volcán inactivo, Birdman y su fiel compañero el águila Vengador, salían volando y entraban en acción con un penetrante grito: «¡¡¡Biiiiirdman!!!».
En batalla, Birdman la mayoría de las veces usaba y agotaba casi todas las energías que había absorbido al estar expuesto al sol. Los villanos, con frecuencia, se aprovechaban de su debilidad para encerrarlo en lugares oscuros sin acceso a la luz solar, para no darle ocasión de recargar sus fuerzas. Otros villanos, sin embargo, usaban estrategias diferentes, como obligar a Birdman a obedecerles mediante la extorsión, raptando personas importantes para el gobierno o para el mismo héroe.
El mayor enemigo de Birdman y la amenaza más letal para la seguridad del país, era una organización paramilitar inclinada al terrorismo nuclear conocida como el temido Sindicato del Terror (F.E.A.R. por sus siglas en inglés), cuya misión era crear anarquía y desestabilizar al gobierno. Para ello reclutaban sicarios con gran conocimiento armamentístico o científico, y les ofrecían importantes sumas de dinero a cambio de cometer robos, atentados contra bienes militares o civiles, asesinatos, secuestrar autoridades, silenciar personas inocentes, y destruir a Birdman, el único que se interponía en sus planes. Los agentes del Sindicato solían atacar de noche, ya que sabían que Birdman quedaba más vulnerable y sus poderes disminuían sin la presencia del sol. Con el correr de los episodios, Birdman fue enfrentando enemigos más inclinados a la ciencia ficción pero en un marco real, como piratas temporales, monstruos o invasiones alienígenas.

### Personajes de Birdman
- Birdman: El personaje titular del programa, un humano ordinario que fue dotado con poderes por el dios egipcio del Sol Ra[1] (este origen es brevemente insinuado durante la serie y su verdadero nombre es Raymond "Ray" Randall).[1] Una vez adquiere su rol de héroe su vestimenta se transforma en un traje dorado que tan solo lleva por aderezos un excelso collar de oro al cuello, tobilleras y muñequeras rojas en extremidades y calzón negro sujeto con cinturón también rojo. Su rostro permanece oculto por un pasamontañas, abierto por la boca de color blanco, un antifaz negro a modo de alas sobre los ojos, aunque Birdman es un héroe de estatus público, ya que todos los ciudadanos y autoridades lo reconocen. Lleva sobre su cabeza un casco de oro bruñido, y en su espalda posee unas enormes y poderosas alas que le permiten volar y queda revigorizado con la fuerza del Sol, pudiendo disparar rayos solares de sus puños o proyectar escudos de pura energía solar para defenderse de ataques.[1] Trabaja para una agencia gubernamental de alto secreto bajo las órdenes de Halcón 7, jefe del departamento de seguridad internacional de los Estados Unidos, luchando contra el crimen, ayudado por su compañero, el águila Vengador (Avenger en inglés).[1] Además de las habilidades que recibió de Ra, Birdman posee también el poder de volar,[1] gracias a las alas gigantes que brotan de su espalda. Su única debilidad es que periódicamente debe recargar la energía de su cuerpo a través de la exposición a los rayos del sol, ya que se debilita si se aleja de él.[1] Su característica más recordada es su grito de batalla: «Biiiiirdman!».
- Halcón 7 (Falcon-7 en inglés):[1] Es el contacto visual de Birdman con el departamento de seguridad del gobierno, y la persona de quien Birdman normalmente recibe sus misiones. Siendo el jefe de seguridad, recibe las alertas de amenaza antes que nadie, y ha sido blanco de secuestro por parte de sicarios que aspiran trabajar para el Sindicato del Terror. Usa un parche en el ojo,[1] lo cual podría interpretarse como una herida que sufrió durante la guerra.
- Birdboy: Compañero de Birdman,[1] que solo apareció en 4 capítulos de la serie. Los dos se conocieron cuando Birdman rescató al pequeño de un naufragio, del cual Birdboy fue el único sobreviviente. Puesto que el niño estaba a punto de morir, Birdman usó su energía solar para revivirlo, transfiriéndole accidentalmente poderes similares a los suyos. Puesto que el padre del joven había desaparecido, Birdman decidió cuidar de él, y como el muchacho no recordaba su nombre, le puso Birdboy, que en inglés significa «Niño pájaro». Birdboy carece de alas con plumas naturales como las que lucía Birdman, solo es capaz de volar con la ayuda de unas alas mecánicas en la espalda. De carácter aventurero y melancólico, Birdboy pasaba mucho de su tiempo buscando a su padre, quien desapareció en el ataque que sufrieron, pero nunca lo encontró.
- General Stone: Aparece varias veces en Birdman con otros líderes militares. Por su rango de autoridad, suele ser blanco de secuestros por parte de los agentes del Sindicato del Terror.
- El Sindicato del Terror: El Sindicato constituye la mayor amenaza en toda la serie, ya que muchas de las tramas giran en torno a la violencia provocada por esta organización paramilitar, dirigida a desestabilizar al gobierno mediante acciones terroristas como la destrucción con explosivos de bienes privados y públicos, el secuestro de autoridades, diversos ataques a blancos militares, y el reclutamiento de científicos o supervillanos que desean formar parte del Sindicato a cambio de importantes sumas de dinero. Varios de los episodios de la serie giran en torno a los intentos de Birdman y Halcón 7 de desbaratar esta organización, cuyos agentes siempre andan armados y atacan establecimientos gubernamentales. Todos los miembros del Sindicato llevan el rostro cubierto por un pasamontañas y usan nombres clave, para que el gobierno no pueda capturarlos. En el episodio «Las alas del terror», el Sindicato fue aparentemente erradicado y su líder detenido, pero reaparece más adelante, debido al carácter propio de las organizaciones terroristas. Muchos de los villanos más prominentes de la serie, eran o soñaban con formar parte del Sindicato,[1] para lo cual debían ejecutar atentados o destruir a Birdman, el principal obstáculo para sus planes terroristas. Su líder es Número Uno, el principal enemigo de Birdman.

## Trío Galaxia
Enmarcada puramente dentro del género de la ciencia ficción y la ópera espacial, el Trío Galaxia cuenta las aventuras de una fuerza policíaca espacial, un grupo de tres superhéroes de origen extraterrestre: Vaporel, Gravitania y Meteórix, que patrullan el espacio en la nave intergaláctica «el Cóndor I», preservando el orden en las colonias y sectores espaciales, y luchando contra los malhechores que intentan destruir planetas entre otras amenazas, en nombre de la ley bajo las órdenes de la organización Galáctica. Este concepto (una tripulación de seres de diversos orígenes que explora el espacio bajo las órdenes de una Federación Unida de Planetas) fue concebido por Alex Toth con base en la popularidad que estaba obteniendo la serie Viaje a las estrellas, de temática similar, estrenada un año antes en el mismo canal. La nave del Trío Galaxia, incluso, estaba equipada con armamentos, dispositivos y tubos transportadores, similares a los de la nave Enterprise. NBC aprobó el proyecto (cuyo título original era The Gang from G.A.L.A.X.Y.) con la condición de que los exploradores espaciales tuviesen superpoderes, debido a que los ejecutivos buscaban enfrentarlos en batallas estelares con diversas razas alienígenas, similar a las aventuras de Los 4 Fantásticos de Marvel Comics, un equipo ficticio contemporáneo.

### Personajes del Trío Galaxia
- Vaporel: Proveniente del planeta Vaporis, tiene la capacidad de convertir cualquier parte o la totalidad de su cuerpo en distintas formas gaseosas, líquidas o de vapor (poder que comparten algunos habitantes de su planeta natal). Esto le permite volar, escapar de ataques letales, y atravesar espacios reducidos o muy pequeños, así como generar distintas formas de vapor (como vapor congelante) con sus manos.
- Meteórix: Un extraterrestre nativo del planeta Meteorus. Meteórix se distingue por su capacidad para aumentar o disminuir el tamaño de cualquier parte de su cuerpo, lo que provoca un aumento de fuerza sobrehumana en cualquier miembro que decida ampliar.
- Gravitania: La única mujer del grupo, tiene la capacidad de doblegar las leyes de la gravedad a su voluntad, lo que le permite volar, levantar objetos muy pesados con su mente y disparar rayos gravitacionales, además de destruir objetos. Es hija del rey del planeta Grávitas, heredera del trono de su padre, pero dejó su lujoso palacio y vida de privilegios a temprana edad para combatir el crimen con la Agencia Galáctica, y posteriormente fue asignada como miembro del Trío Galaxia, con quienes ha trabajado desde entonces. Sin embargo, Vaporel y Meteórix desconocían su origen y estatus de princesa, hasta que su padre la contactó pidiendo ayuda.

## Reparto
| Personaje                          | Actor original ( Estados Unidos) | Actor de doblaje ( Puerto Rico)  |
| ---------------------------------- | -------------------------------- | -------------------------------- |
| Birdman                            | Keith Andes                      | Benjamín Morales                 |
| Halcón 7                           | Don Messick                      | Víctor Arrillaga                 |
| Birdboy                            | Dick Beals                       | Walter Mercado                   |
| Doctor Milenio                     | Hal Smith                        | Ricardo Palmerola                |
| Número Uno                         | Vic Perrin                       | Víctor Arrillaga                 |
| Reducto                            | John Stephenson                  | Roberto Rivera Negrón            |
| Chan                               | Mike Road                        | Roberto Rivera Negrón            |
| Alada (mujer pájaro)               | Virginia Eiler                   | Emma Rosa Vincenti               |
| Murro, el bandido                  | John Stephenson                  | Félix Antelo                     |
| X, El Eliminador                   | Doug Young                       | Roberto Rivera Negrón            |
| Vulturo, príncipe de las tinieblas | Vic Perrin                       | Santiago García Ortega           |
| Profesor Nocturno                  | Henry Corden                     | David Ortiz                      |
| Barracuda                          | Vic Perrin                       | Vicente Vázquez                  |
| Vaporel                            | Don Messick                      | Orlando Rodríguez                |
| Gravitania                         | Virginia Eiler                   | Emma Rosa Vincenti               |
| Meteórix                           | Ted Cassidy                      | Manuel Alfonso Rodríguez         |
| Narración, presentación y letreros | N/D                              | Víctor Arrillaga                 |
| Estudio de doblaje                 | Hanna-Barbera Productions, Inc.  | Telemundo Canal 2 de Puerto Rico |

### Voces adicionales
- Santiago García Ortega.
- Ricardo Palmerola.
- Axel Anderson.
- Walter Buxó
- David Ortiz

## Episodios
A continuación se listan los episodios emitidos de la serie, 40 para Birdman y 20 para El Trío Galaxia. La lista contiene los títulos de los episodios en inglés, con sus nombres en el doblaje al español y una breve sinopsis de cada uno.

### Birdman
| # | Título en español (arriba) Título original (abajo)                       | Fecha de emisión original |
| --- | ------------------------------------------------------------------------ | ------------------------- |
| 1 | «El museo del doctor Milenio» «The Menace of Dr. Millennium»             | 9 de septiembre de 1967   |
| Milenio, un científico obsesionado con la biotecnología, inventa una máquina milenaria de rayos temporales y logra revivir a criaturas prehistóricas de un museo, con el fin de robar los planos secretos del proyectil Cobalto 14 del gobierno y así frustrar su construcción. Contactado por el departamento de seguridad internacional, Birdman deberá enfrentarse a un mastodonte, un pterodáctilo y un cavernícola resucitado, antes de poner en acción un plan estratégico que lo lleva hasta el museo donde se oculta el Dr. Milenio. Viéndose rodeado por Birdman y las autoridades militares que logran recuperar los planos, Milenio entra a su máquina temporal y desaparece, programándola para autodestruirse. Birdman sospecha que el científico ha escapado a una era distante, negándose a pasar el resto de su vida en prisión. |                                                                          |                           |
| 2 | «X, el Eliminador» «X the Eliminator»                                    | 9 de septiembre de 1967   |
| Vencidos una y otra vez por Birdman, El Temido Sindicato del Terror convoca una asamblea para presentar a X, el Eliminador, un mercenario que jura destruir al héroe alado a cambio de que le entreguen la suma de un millón de dólares. Aceptando el reto, X jura que les traerá la cresta o insígnea del casco de Birdman dentro de 48 horas como prueba de su muerte. X empieza su misión secuestrando una nave de carga experimental pilotada automáticamente, la cual el gobierno rastrea hasta una misteriosa isla en el Pacífico. El mercenario logra neutralizar a Birdman con un rayo reversible, llevándose su cresta y dejándole encerrado en un pozo oscuro, sin acceso a la energía del sol. Sin embargo, Birdman logra contactar a Vengador, quien logra salvarle antes de morir aplastado. Descubriendo que el héroe ha escapado, X le dispara tres misiles destructores y vuela a los cuarteles del Sindicato, pero segundos después, Birdman aparece y destruye su avión, haciéndole caer en medio del océano donde lo espera un barco del gobierno. |                                                                          |                           |
| 3 | «El peligro del circo» «The Ruthless Ringmaster»                         | 16 de septiembre de 1967  |
| 4 | «Morto, el merodeador» «Morto the Marauder»                              | 16 de septiembre de 1967  |
| Morto logra escapar de prisión y jura venganza contra quien lo encerró. Birdman. |                                                                          |                           |
| 5 | «Cúmulus, el rey de las tormentas» «Birdman vs Cumulus the Storm King»   | 23 de septiembre de 1967  |
| 6 | «Nitrón, la bomba humana» «Nitron the Human Bomb»                        | 23 de septiembre de 1967  |
| Nitrón es un científico que, a raíz de un accidente en la fábrica nuclear donde trabajaba, es capaz de causar explosiones con solo usar las puntas de sus dedos, por ello ha sido reclutado en la organización criminal conocida como el Temido Sindicato del Terror. Birdman entrará en escena para detenerlo. |                                                                          |                           |
| 7 | «Birdman contra Momo» «Birdman vs the Mummer»                            | 30 de septiembre de 1967  |
| 8 | «La amenaza del terremoto» «The Quake Threat»                            | 30 de septiembre de 1967  |
| Birdman investiga quien o qué está causando los terremotos que están arrasando las principales ciudades del mundo. |                                                                          |                           |
| 9 | «El rescate de Vengador» «Avenger for Ransom»                            | 7 de octubre de 1967      |
| 10 | «El ladrón de cerebros» «The Brain Thief»                                | 7 de octubre de 1967      |
| 11 | «Birdman contra la mujer pájaro» «Birdman Meets Birdgirl»                | 14 de octubre de 1967     |
| 12 | «Birdman contra el Constrictor» «Birdman versus the Constrictor»         | 14 de octubre de 1967     |
| 13 | «Reducto» «Birdman Meets Reducto»                                        | 21 de octubre de 1967     |
| 14 | «Las serpientes del mar» «Serpents of the Deep»                          | 21 de octubre de 1967     |
| 15 | «Aníbal, el cazador» «Hannibal, the Hunter»                              | 28 de octubre de 1967     |
| 16 | «El musgo morado» «The Purple Moss»                                      | 28 de octubre de 1967     |
| 17 | «El increíble Magnatroide» «The Incredible Magnatroid»                   | 4 de noviembre de 1967    |
| 18 | «Vulturo, príncipe de las tinieblas» «Vulturo: Prince of Darkness»       | 4 de noviembre de 1967    |
| 19 | «El doctor Polar» «Birdman vs Dr. Freezoid»                              | 11 de noviembre de 1967   |
| 20 | «Las alas del terror» «The Wings of Fear»                                | 11 de noviembre de 1967   |
| 21 | «El Número Uno» «Number One»                                             | 18 de noviembre de 1967   |
| 22 | «El tren atómico» «Train Trek»                                           | 18 de noviembre de 1967   |
| 23 | «El Duplicador» «The Deadly Duplicator»                                  | 25 de noviembre de 1967   |
| 24 | «El Trío Maléfico» «The Deadly Trio»                                     | 25 de noviembre de 1967   |
| 25 | «El profesor Nocturno» «Professor Nightshade»                            | 2 de diciembre de 1967    |
| 26 | «El Camaleón» «The Chameleon»                                            | 2 de diciembre de 1967    |
| 27 | «Y el niño pájaro» «Birdman Meets Birdboy»                               | 9 de diciembre de 1967    |
| 28 | «La emperatriz del mal» «The Empress of Evil»                            | 9 de diciembre de 1967    |
| 29 | «Moray, el genio marino» «Birdman Meets Moray of the Deep»               | 16 de diciembre de 1967   |
| 30 | «El monstruo de las montañas» «Birdman and the Monster of the Mountains» | 16 de diciembre de 1967   |
| 31 | «La venganza de Milenio» «The Revenge of Dr. Millennium»                 | 23 de diciembre de 1967   |
| 32 | «El regreso de Vulturo» «The Return of Vulturo»                          | 23 de diciembre de 1967   |
| 33 | «El Gorila Hormiga» «The Ant Ape»                                        | 30 de diciembre de 1967   |
| 34 | «El extraño y salvaje Oeste» «The Wild Weird West»                       | 30 de diciembre de 1967   |
| 35 | «El regreso de Morto» «Morto Rides Again»                                | 6 de enero de 1968        |
| 36 | «La flota invasora» «Skon of Space»                                      | 6 de enero de 1968        |
| 37 | «Mentor, el ladrón de mentes» «Mentok, the Mind Taker»                   | 13 de enero de 1968       |
| 38 | «El complot de los piratas» «The Pirate Plot»                            | 13 de enero de 1968       |
| 39 | «Birdman contra el demonio veloz» «Birdman vs the Speed Demon»           | 20 de enero de 1968       |
| 40 | «Murro, el bandido» «Murro, the Marauder»                                | 20 de enero de 1968       |

### El Trío Galaxia
| #  | Título en español (arriba) Título original (abajo)                                                            | Fecha de emisión original |
| -- | --- | ------------------------- |
| 1  | «Los cavernícolas de Primevia» «The Galaxy Trio and the Cavemen of Primevia»                                  | 9 de septiembre de 1967   |
| 2  | «El regreso de Computrón» «Computron Lives»                                                                   | 16 de septiembre de 1967  |
| 3  | «Drackmore, el déspota» «Drackmore, the Despot»                                                               | 23 de septiembre de 1967  |
| 4  | «El Trío Galaxia contra Growliath» «Galaxy Trio Versus Growliath»                                             | 30 de septiembre de 1967  |
| 5  | «El Trío Galaxia contra los monstruos candentes de Meteorus» «The Galaxy Trio Versus the Moltens of Meteorus» | 7 de octubre de 1967      |
| 6  | «Gralik, de Grávitas» «Gralik of Gravitas»                                                                    | 14 de octubre de 1967     |
| 7  | «La invasión de los esporoides» «Invasion of the Sporoids»                                                    | 21 de octubre de 1967     |
| 8  | «El peligro del planeta Penitencius» «The Galaxy Trio and the Peril of the Prison Planet»                     | 28 de octubre de 1967     |
| 9  | «Plastus, el planeta pirata» «Plastus the Pirate Planet»                                                      | 4 de noviembre de 1967    |
| 10 | «El regreso al planeta acuoso» «Return to Aqueous»                                                            | 11 de noviembre de 1967   |
| 11 | «La revuelta de los robots» «Revolt of the Robots»                                                            | 18 de noviembre de 1967   |
| 12 | «Los fugitivos del espacio» «Space Fugitives»                                                                 | 25 de noviembre de 1967   |
| 13 | «Esclavos del espacio» «Space Slaves»                                                                         | 2 de diciembre de 1967    |
| 14 | «La batalla de los Acuatrones» «The Battle of the Aquatrons»                                                  | 9 de diciembre de 1967    |
| 15 | «Los guerreros diabólicos» «The Demon Raiders»                                                                | 16 de diciembre de 1967   |
| 16 | «Los Duplitrones» «The Duplitrons»                                                                            | 23 de diciembre de 1967   |
| 17 | «El ojo del tiempo» «The Eye of Time»                                                                         | 30 de diciembre de 1967   |
| 18 | «El misterio del planeta durmiente» «Galaxy Trio & the Sleeping Planet»                                       | 6 de enero de 1968        |
| 19 | «Los hombres de piedra» «The Rock Men»                                                                        | 13 de enero de 1968       |
| 20 | «Titán, el hombre de titanio» «Titan the Titanium Man»                                                        | 20 de enero de 1968       |

## En otros medios

### Cómics
Birdman apareció en historietas que contaban sus aventuras, en las ediciones 1-7 del cómic Hanna-Barbera Super TV Heroes publicado por Gold Key Comics desde abril de 1968 hasta octubre de 1969. En la segunda edición del cómic, Birdman tuvo su primer y único crossover con el Trío Galaxia, aunque ambas series ocurren en épocas distintas. Asimismo en 1997, Birdman protagonizó la quinta edición del libro de cómics Cartoon Network Presents: Toonami publicado por DC Comics que aún posee los derechos de publicación de los personajes.

### Fantasma del Espacio de costa a costa
Durante los años 1990, Cartoon Network produjo diversos comerciales y promos parodiando a personajes de Hanna-Barbera en los cuales aparecía Birdman. Incluso, la compañía hizo una serie de cortos titulada Tales from FEAR (Historias del Sindicato del Terror) donde se parodiaban las reuniones y asambleas del Sindicato del Terror pero de forma satírica, utilizando animación reciclada y combinando la trama seria de la serie animada original con situaciones absurdas. Birdman también apareció en varios capítulos de la serie Fantasma del Espacio de costa a costa, en esta versión fue parodiado como un superhéroe inferior al Fantasma, desempleado y recientemente divorciado de Gravitania, quien le había engañado con Halcón 7. Al final, el Fantasma del Espacio y él lucharon entre sí con sus rayos y superpoderes pero se reconciliaron.

### Harvey Birdman, abogado
Los productores de Williams Street, Michael Oweleen y Erik Richter se basaron en el personaje y lo reeditaron como el protagonista de Harvey Birdman, abogado, una parodia de la serie original que relata la "vida" de Birdman (reeditado como "Harvey") luego de dejar su profesión de superhéroe. En esta versión, valiéndose de sus "estudios" en derecho penal y civil, Harvey Birdman trabaja para "Phil Ken Sebben" (parodia de Halcón 7) en una firma legal, defendiendo a personajes de Hanna-Barbera y luchando contra los mismos villanos de siempre, quienes han conseguido empleos normales como jueces o abogados. Aunque diseñada como una sátira del universo H-B, la serie emitida en el bloque Adult Swim tomó muchos elementos de las series originales, incluyendo animación, las transiciones que utilizaba H-B en 1967 e incluso reciclaron la música compuesta por Ted Nichols. En el final de la serie, Harvey Birdman vuelve a ser superhéroe y utiliza sus poderes para salvar la ciudad; pero fallece accidentalmente luchando contra Nitrón, la bomba humana, quien había mutado hasta convertirse en un monstruo similar a Doomsday a causa de una explosión mientras X, el Eliminador, el duplicador, Mental y otros villanos lo observan e intentan interferir.

### Future Quest
DC Comics confirmó la aparición de Birdman y el Trío Galaxia junto a otros superhéroes de Hanna-Barbera en el cómic Future Quest.

## Lanzamiento en DVD
El 17 de julio de 2007, Warner Home Video lanzó Birdman y el Trío Galaxia: La Serie Completa en formato DVD. El DVD contiene los 60 episodios de la serie además de un extra especial llamado Birdman: The forgotten hero, un minidocumental con entrevistas a personas allegadas a Alex Toth, mostrando sus diseños y anotaciones originales y contando la historia de los personajes así como declaraciones de Michael Oweleen y Erik Richter, quienes estudiaron a los personajes de Toth cuando desarrollaron Harvey Birdman, abogado.
Birdman accidentalmente apareció en los menús iniciales del DVD DC Super Heroes: The Filmation Adventures, una compilación en DVD que contenía episodios de series basadas en superhéroes de DC Comics producidos por Filmation en 2008. Warner Home Video señaló que esto fue un error y quien debía aparecer en los menús era el Hombre Halcón en lugar de Birdman.

## En otros idiomas
- en francés: Solaris
- en japonés: 電子鳥人Ｕバード/銀河トリオ (Denshi Chōjin Yū-Bādo / Ginga Torio; "El superhombre electrónico U-Bird / Galaxy Trio")
- en polaco: Birdman i Trio z galaktyki
- en portugués: Homem-Pássaro e o Galaxy Trio
- en inglés: Birdman and the Galaxy Trio